# Jean Baptiste Giattini
Jean Baptiste Giattini, né le 16 juin 1601 à Palerme et mort le 19 novembre 1672 à Rome, était un prêtre jésuite italien et poète latiniste.

## Biographie
Giattini entra dans la Société de Jésus à Palerme en 1615, et enseigna la rhétorique dans cette ville pendant plusieurs années. Il avait étudié avec soin les langues orientales, et était parvenu à savoir très bien le grec, l'hébreu, le chaldéen, le syriaque et l'arabe ; il possédait aussi le talent de l'horlogerie à un assez haut degré. Il s'engagea par des vœux solennels en 1634. Envoyé à Rome par ses supérieurs, il continua de s'y distinguer dans la carrière de l'enseignement: il professait au Collège Romain la littérature grecque, la philosophie et la théologie et il se fit particulièrement distinguer comme orateur et comme poète. On a de lui un nombre prodigieux de discours sacrés et profanes, qui prouvent sa rhétorique et son éloquence. Ce qui contribua le plus à sa renommée ce furent ses poésies latines, et spécialement ses tragédies, représentées à Rome par ses élèves. Il fit entre autres le Léon philosophe, le Cafres, l'Antigonus et l'Ariadna augusta. Leone Allacci cite aussi le Bélisaire, le Saint-Ida, le Théodebert et la Sainte Vénofride.
Il mourut à Rome en 1672, après avoir publié un grand nombre d'écrits.

## Œuvres
Ses principaux écrits sont : 

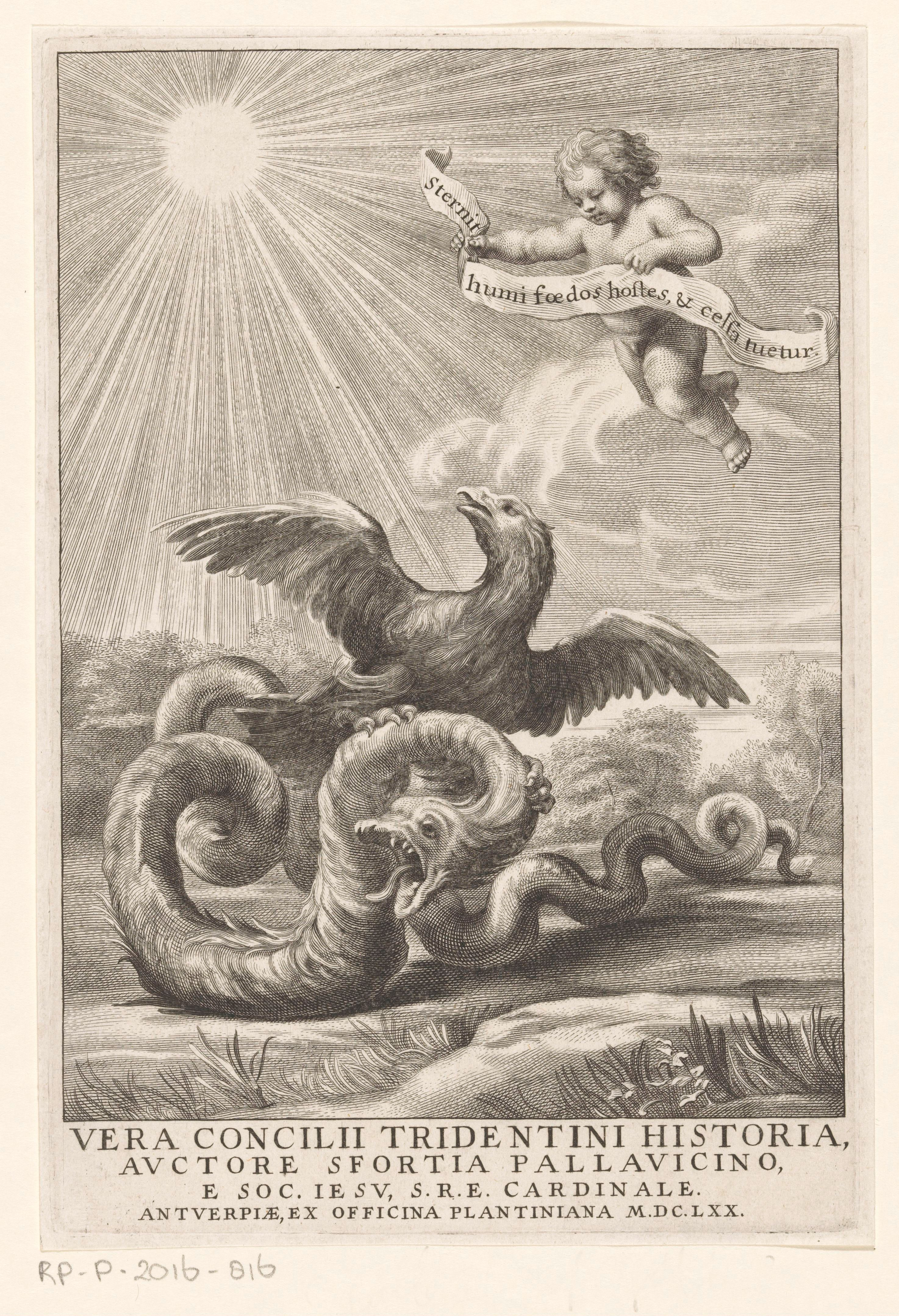
Frontispice de la traduction latine de l'Histoire du Concile de Trente de Pallavicini, Anvers, Officina Plantiniana, 1670.

- Orationes quinquaginta de Christi Domini morte, Rome 1641, in-12° ;
- Orationes sacrae 24. habitae ad summos pontifices et S.R.E. cardinales, Rome 1661 in-12° ;
- Plusieurs autres Discours ou Harangues prononcés en diverses occasions ;
- Différentes pièces de vers latins à la louange d'éminents personnages ;
- Des tragédies latines à l’usage des collèges de la société ;
- Une traduction italien de la Relation de la Chine par le P. Álvaro Semedo, Rome 1615 in-4° ;
- Une traduction latine de l'Histoire du Concile de Trente du cardinal Pallavicini, Anvers, 1670, 1672 et 1677, 3 t. in-4° ; Cologne 1716 in fol.
- Une traduction latine du grec des 5 et 6 livres de St-Cyrille d'Alexandrie sur l'Évangile selon Jean d'après un manuscrit apporté de l'Île de Chio. Jean Aubert, dernier éditeur de S. Cyrille, eut de Lucas Holstenius les 4e et 5e Livres. Holstenius les avait filoutés à Giattini, qui les avait trouvés dans l’île de Chio, et apportés à Rome pour les faire imprimer[2]. Holstenius raconte cette aventure dans une lettre écrite à Nicolas-Claude Fabri de Peiresc le 12 février 1634.